# Szent Miklós-templom (Prága, Óváros)
A Szent Miklós-templom (csehül: Kostel svatého Mikuláše) egy késő-gótikus és barokk stílusban épült templom a prágai Óvárosban, az Óváros tér (Staroměstské náměstí) sarkán. A jelenlegi épületet 1732 és 1737 között építették egy korábban, a XIII. század óta itt álló gótikus templom helyén, ami szintén Szent Miklós tiszteletére lett szentelve.
Kezdetben a Cseh–szlovák ortodox egyház használta, majd 1920-tól a Csehszlovák Huszita Egyház központi temploma.
1945-ben a templomot cseh partizánok használták: innen üzemelt a prágai rádió, mivel annak épületét a Waffen-SS blokád alá vonta.

## Történelem
A ma is látható templom egy korábban leégett gótikus templom helyén épült, amelyről már 1273-ban említést tesznek. Bazilika rangja volt, amelynek nyugati homlokzatán egy prizmatikus torony állt piramis tetővel borítva, hozzáépítve a plébániához és az egyházi iskolához. Korabeli festményeken jól látszik, hogy a Týn-templommal átlósan szemben helyezkedik el, uralván az Óváros teret. Az eredeti templomból csupán néhány elem maradt meg. IV. Vencel uralkodása folyamán a reformáció, azon belül pedig a huszita mozgalom központja lett. Szintén gyakran említik még együtt Janovi Mátyással és Jan Milíč-csel.
1635-ben a gótikus bazilikát "elfoglalták" a Montserrati kolostorból érkező bencések, akik központja az Emmauszi kolostor (Emauzský klášter) lett. 1730 és 1739 Kilián Ignác Dientzenhofer tervei alapján megépítették a jelenlegi templomot és a prelatúrai épületet.
II. József rekvirálta a templom bizonyos részeit (elsősorban a harangokat). A legenda szerint az egyik harangot egy Dolany nevet viselő faluról nevezték el, de amikor azt a Károly hídon át akarták szállítani, pont ott esett véletlenül a folyóba, ahol anno Nepomuki Szent János is. Később a harangot újjáépítették és a Lapidáriumban (a Nemzeti Múzeum kőtárában) állították ki.

### Cseh–szlovák ortodox egyház
Mivel az ortodox egyháznak Csehországban nem volt temploma, ezért 1870 és 1914 ez a templom szolgálta ki a cseh, de inkább orosz ortodoxokat. Nyikolaj Nyikolajevics Rizskov lett a modern ortodox egyház első pópája. Később egy belső átszervezés következtében a prágai pópa vált az orosz ortodox egyház nyugat-európai vezetőjévé, akik közül az elsőt Yevlogi metropolita nevezte ki. Az épület előtti  Krenn-házat 1901-ben bontották el, így Később az egyház két saját templomot szerzett, és ezt már csak raktárnak használták. A prelatúra és a kolostori épületeket 1908-ban lerombolták.

### Csehszlovák Huszita Egyház
1920-ban aztán a frissen megalapított Csehszlovák Huszita Egyház vette át az épületet, amelynek mind a mai napig is központi temploma. A második világháború idején az 1945-ös prágai felkelés idején a templomot a cseh partizánok a Prágai Rádió rejtekhelyeként használták, mivel a rádió főépületét a Waffen-SS elfoglalta. A templomot 1965 és 1977 között teljes körűen felújították.

## Belsőépítészet
A templom belsejében található képek és freskók bemutatják Szent Miklós, Szent Benedek életét és az Ószövetség legfontosabb motivumait. Ezeket 1735 és 1736 között a bajor festő Kosma Damián Assam festette. A főoltárt márványból készítették 1737-ben. A stukkókat Bernardo Spinetti készítette, a szobrokat és a homlokzatot pedig Antonín Braun.
A templom fő csillárja a cári korona alakját mintázza, közepén egy kristály kereszttel. II. Sándor orosz cár adományozta az akkori ortodox templomnak. A csillárt a harrachovi üvegfúvók készítették, össztömege 1400 kg.

## Galéria
- A templom az Óváros tér közepéről fotózva
- A Csehszlovák Huszita Egyház alapítójának emléktáblája
- A templom kupolájának belseje